# Das Mädchen aus der Stadt
Das Mädchen aus der Stadt (Originaltitel: Road to Avonlea) ist eine kanadische Familienserie, die nach dem gleichnamigen Buch der Schriftstellerin Lucy Maud Montgomery zwischen 1989 und 1996 in 7 Staffeln und 92 Episoden entstand.

## Handlung
Montreal, zu Beginn des 20. Jahrhunderts: Die Halbwaise Sara Stanley wird von ihrem Vater, der in wirtschaftliche Probleme geraten ist, zu ihren Tanten Hetty und Olivia in die kleine Stadt Avonlea auf Prince Edward Island geschickt. Die konservative und strenge Hetty und die aufgeschlossene Olivia gewinnen nach und nach Saras Vertrauen. Auch beginnt Sara langsam, in ihrem Cousin Felix und ihrer Cousine Felicity Freunde zu finden. Gemeinsam verleben sie eine unbeschwerte Jugend voller Abenteuer.

## Hintergrund
Die Serie machte Sarah Polley über Nacht bekannt. Die Kulisse der fiktiven Stadt Avonlea entstand im kanadischen Cavendish, ebenfalls auf Prince Edward Island gelegen. Produziert wurde die Serie von CBC und dem Disney Channel.
In Deutschland wurde „Das Mädchen aus der Stadt“ erstmals am 4. Januar 1997 auf Super RTL ausgestrahlt. Seit dem 1. Januar 2019 läuft die Serie unter dem Titel „Avonlea – Das Mädchen aus der Stadt“ auf Bibel TV.

## Auszeichnungen (Auswahl)
Gemini Awards gewannen:
- 1990 – Martha Mann für die besten Kostüme, Stuart Gillard für die beste Regie in einer dramatischen Serie, John Welsman für die beste Originalmusik einer Serie, Jackie Burroughs als beste Hauptdarstellerin in einer dramatischen Rolle.
- 1992 – John Welsman für die beste Originalmusik einer Serie, Jackie Burroughs als beste Hauptdarstellerin in einer dramatischen Rolle. Kevin Sullivan und Trudy Grant erhielten einen Most Popular Program Award.
- 1993 – Allan King für die beste Regie in einer dramatischen Serie, Kate Nelligan als bester Gaststar in einer Serie, Cedric Smith als bester Hauptdarsteller in einer dramatischen Rolle. Kevin Sullivan und Trudy Grant erhielten einen Most Popular Program Award.
- 1994 – Jackie Burroughs als beste Hauptdarstellerin in einer dramatischen Rolle.
- 1995 – Bruce Greenwood als bester männlicher Gaststar in einer Serie, John Welsman für die beste Originalmusik in einer Serie und Lally Cadeau als beste Hauptdarstellerin in einer dramatischen Rolle.
- 1996 – John Welsman für die beste Originalmusik in einer dramatischen Serie, Patricia Hamilton als beste Nebendarstellerin in einer dramatischen Serie.
- 1997 – Christopher Dedrick für die beste Originalmusik in einer dramatischen Serie, Kay Tremblay als beste Nebendarstellerin in einer dramatischen Serie, Frances Bay als beste Schauspielerin in einer Gastrolle in einer dramatischen Serie.